# Alaunwerk (Bad Düben)

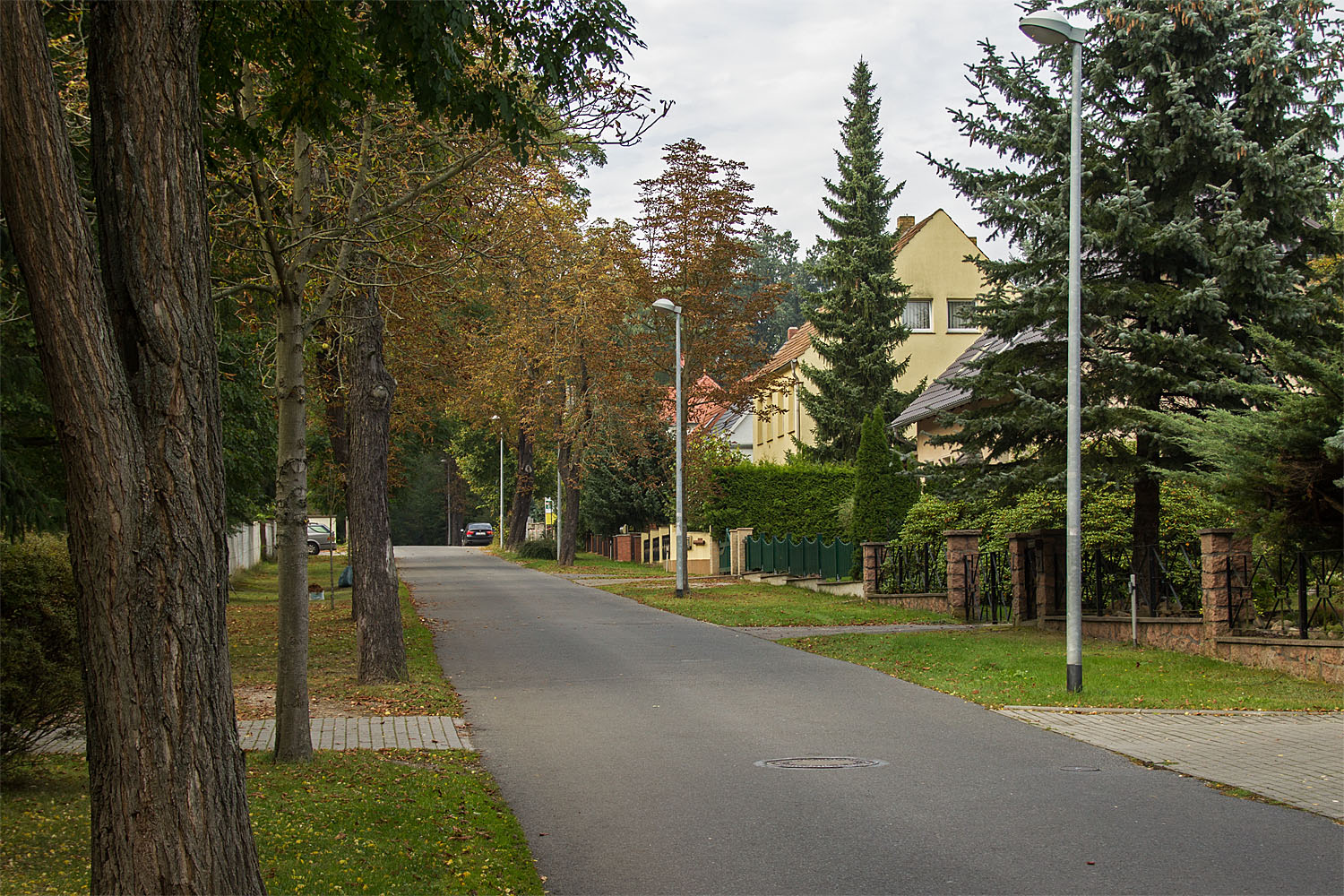
Alaunwerk Bad Düben

Alaunwerk ist ein Gemeindeteil der Stadt Bad Düben, Landkreis Nordsachsen in Sachsen.

## Lage
Alaunwerk liegt nordwestlich der Stadt Bad Düben und ist eine ca. 2 km lange und bis zu 1 km breite Waldgegend an der Landesgrenze zu Sachsen-Anhalt, in der es eine ca. 600 m lange und 400 m breite aus Eigenheimen bestehende Wohnsiedlung gibt. Die Wohnsiedlung wird auch „Weinbergshäuser“ genannt. Südlich fließt die Mulde am Ort vorbei. Alaunwerk wird jedoch nicht als selbstständiger Orts- bzw. Stadtteil geführt.

## Namensherkunft
Den Namen „Alaunwerk“ hat der Ort vom 1557 erstmals erwähnten Alaunbergwerk, welches sich an der Mulde, dem heutigen Roten Ufer befand.

## Ortsbild
Die Region Dübener Heide ist durch Wald geprägt, so auch der Ort und die von Bäumen umgebenen Grundstücke. Früher wurde in dem Gebiet Alaun abgebaut. Eine vom Abbau übrig gebliebene Halde von Alaun ist das Rote Ufer an der Mulde. Auf der Mulde gab es damals auch eine Schiffsmühle, welche heute an der Burg Düben besichtigt werden kann. Bekanntheit errang der Ortsteil im Jahr 2004 durch die Dreharbeiten in der Heide-Kaserne zum Kinofilm „NVA“.

### Alaunbergwerk

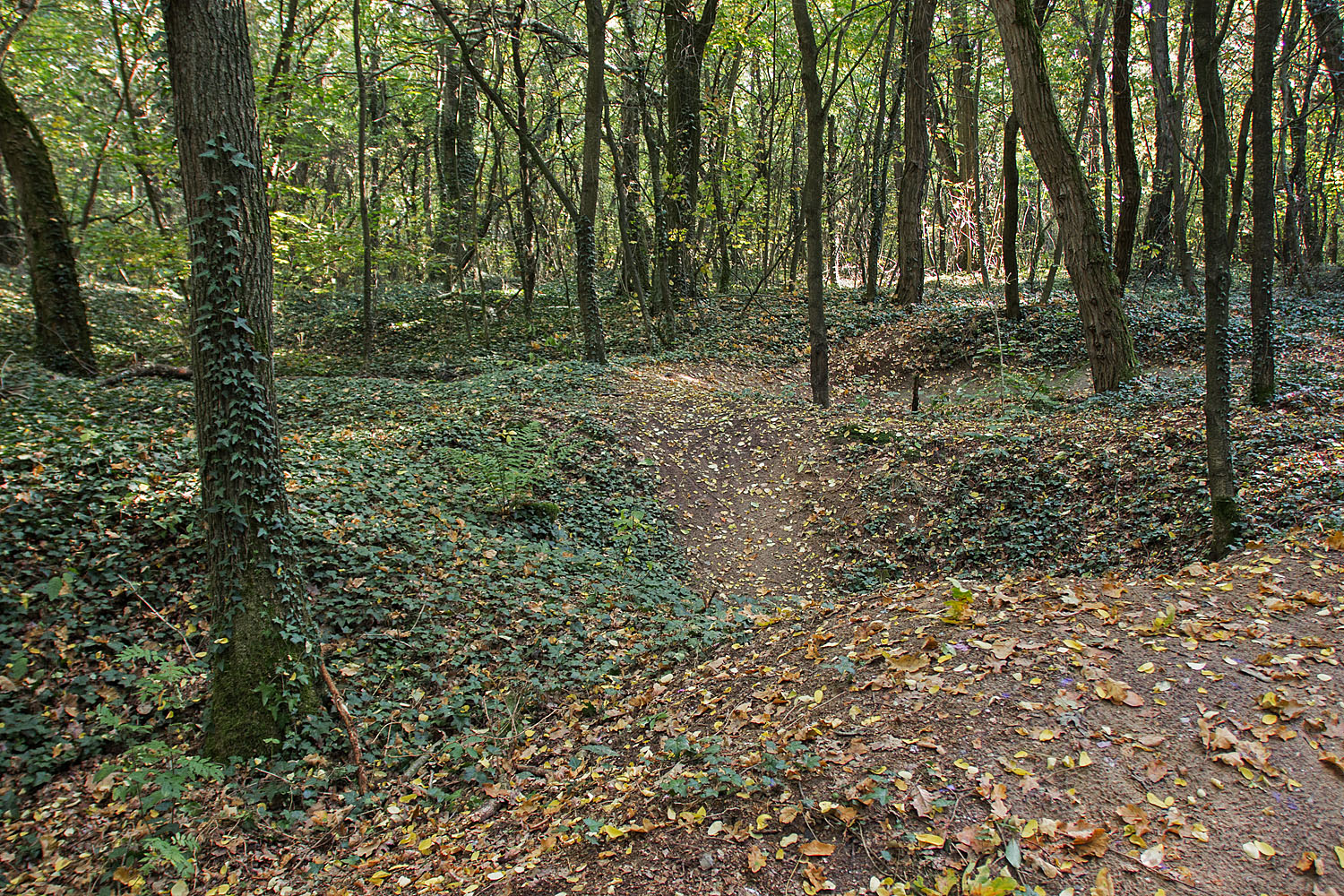
Hügel vom Alaunabbau

Das Alaunbergwerk „zu Dieben“ fand 1557 seine Ersterwähnung im Verzeichnis der Marienbergischen Bergwerks-Reviere. Es war das drittgrößte Werk Deutschlands und sechstgrößte der Welt und verschaffte 200 Menschen Arbeit. Funde belegen aber, dass hier schon Jahrhunderte zuvor Alaun gewonnen wurde. Ein Beleihungsbrief durch Kurfürst August wurde nach Einreichung eines Beleihungsgesuches am 15. März 1560 ausgestellt. Dies war ein Privileg für die Nutzung der Lagerstätte nordwestlich von Düben auf Schwemsaler Flur und man begann sofort mit dem Aufbau eines Bergwerkes. Zum Werk gehörte auch eine größere Waldfläche, da für das Rösten der Erze und das Sieden der Laugen viel Holz benötigt wurde. Im Jahr 1827 beschloss man, auf dem Areal eine neue Alaunhütte nebst Laugerei und Gradierhaus zu bauen, welche zehn Jahre später fertiggestellt wurden. Der Hüttenkomplex mit Werkstätten und Wohnhäusern wurde inmitten eines Alaunfeldes errichtet, dessen Abbauwürdigkeit auf 60 bis 70 Jahre geschätzt wurde. Das Gradierhaus hatte eine Länge von 30 Metern, war 10 Meter breit und 13 Meter hoch. Das gesamte Werk ruhte in der Breite auf 5 und in der Länge auf 33 Fundamenten und war ohne einen Nagel oder ein anderes Eisenteil erbaut. Mehrfach wechselt das Werk in seiner 300-jährigen Geschichte die Besitzer und Nutzer durch Verkäufe und Verpachtung. Urkundlich nachgewiesen ist, dass im Alaunwerk von 1580 bis 1883 Alaunerz gewonnen und verarbeitet wurde. Im Jahr 1886 wurde der Betrieb wegen Unrentabilität stillgelegt, im Jahr 1901 brannte ein Großteil des Werkes, darunter auch das Gradierhaus, durch Brandstiftung ab. Erhalten ist noch das als „Hüttenhof“ bezeichnete Wohnhaus, welches früher ein Steigerhaus war. Der Heimatforscher Lutz Fritzsche und der Mineraloge Raik Zenger fanden 2014 durch Grabungen Fundamente des damals existierenden Gradierwerkes.

### Bergschiffmühle

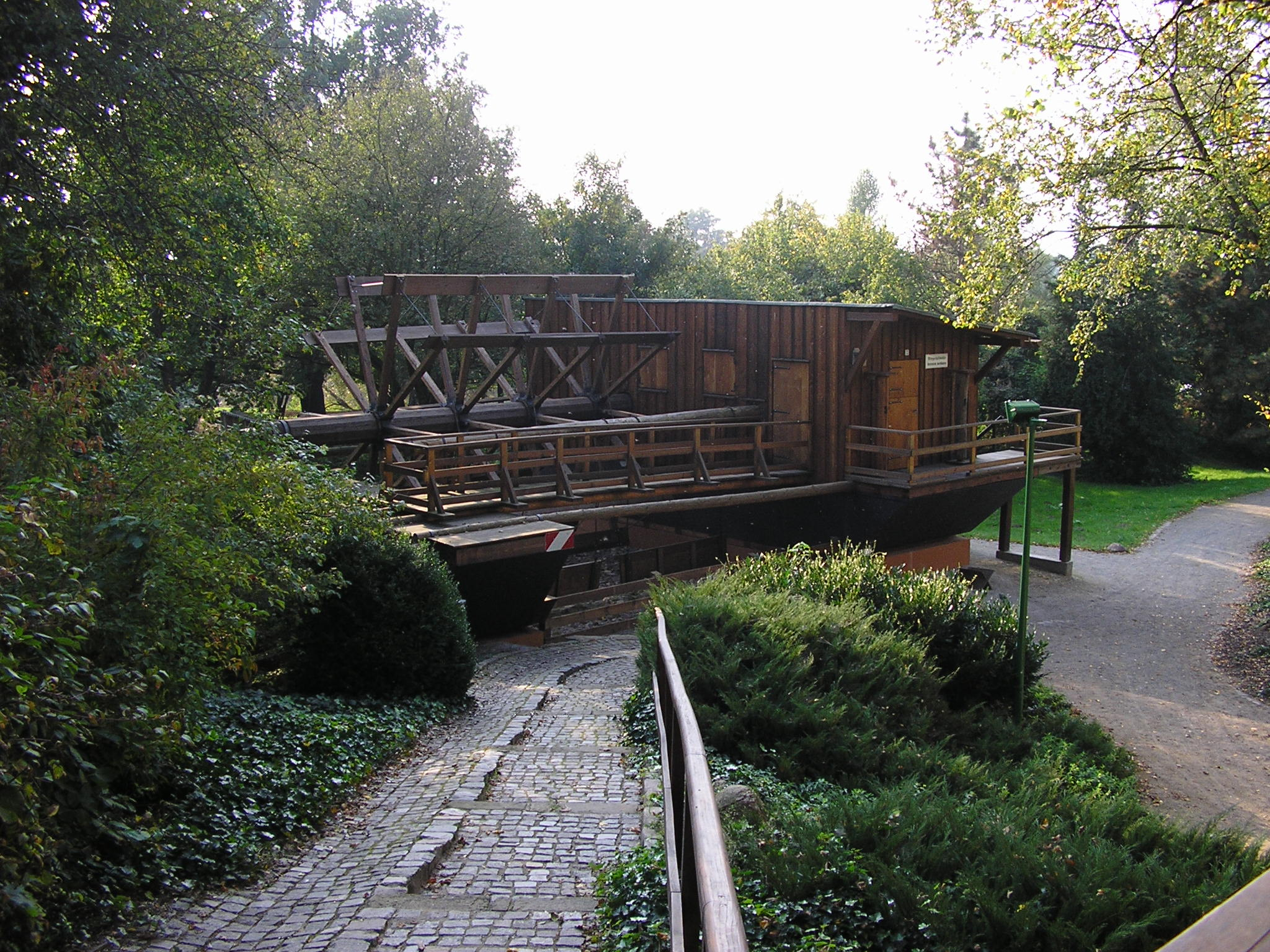
Bergschiffmühle

Urkundlich wurde die Mühle erstmals im Jahr 1686 als Schiff Mühle auf dem Muldestrohm bei Schwemsal erwähnt und gehörte ursprünglich zum Alaunbergwerk, weshalb sie auch den Namen Bergschiffmühle trägt, eine gekürzte Form von Bergwerks-Schiffmühle. Sie befand sich südwestlich des Alaunwerks auf der Mulde, nahe dem späteren Standort der Heide-Kaserne, diente bis 1905 als Getreidemühle, wurde 1922/1923 erneuert und nach Schäden durch das Muldehochwasser am 10. Juli 1954 im Jahr 1955 mit einem elektrischen Antrieb versehen. Durch starken Eisgang auf der Mulde im Jahr 1956 kam es zu weiteren Zerstörungen, worauf der Mühlenbetrieb auf der Mulde eingestellt wurde. Von 1964 bis 1967 erfolgte die Sicherung und der Wiederaufbau der Bergschiffmühle im ehemaligen Wallgraben der Burg Düben, am 6. Oktober 1967 wurde sie feierlich als technisches Denkmal in Betrieb genommen. Durch die Jahrhundertflut am 13. August 2002 stand die Bergschiffmühle vollständig im Wasser, wurde danach wieder aufgebaut und kann seit 2003 wieder im Bauzustand von 1905 besichtigt werden.
→ siehe auch: Bergschiffmühle Bad Düben

### Heide-Kaserne

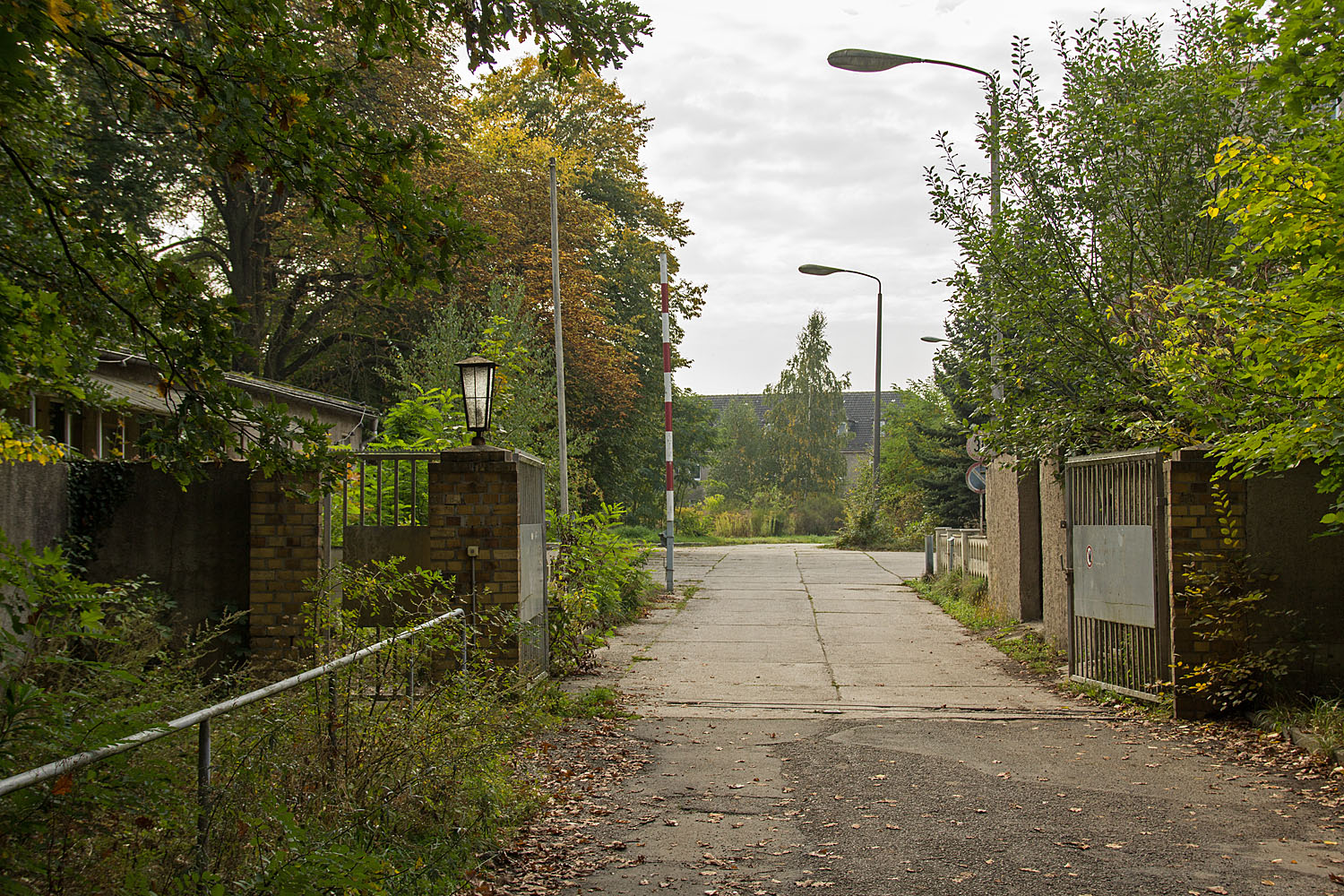
Heide-Kaserne

Die Kaserne befindet sich westlich im von Wald umgebenen Ortsteil Alaunwerk. In der Zeit von 1956 bis 1990 wurde das Areal von der Nationalen Volksarmee (NVA) als Standort des Bataillons Chemische Abwehr 3 und des Detonometrie- und Aufklärungsbataillons 3 genutzt. Ab 3. Oktober 1990 wurde sie vom ABC-Abwehrbataillons 705 der Bundeswehr genutzt und 1997 aufgegeben. Die NVA-Hallen werden als Lagerstätten und für die Stromerzeugung mittels Fotovoltaik-Anlagen genutzt. Bekannt wurde die Kaserne durch Dreharbeiten für den Kinofilm "NVA" im Jahr 2004 und den Fernsehfilm „Der Turm“ im Jahr 2011. Für die Zukunft ist ein 20 Mio. teurer Funsportpark geplant.
→ siehe auch: Heide-Kaserne

### Rotes Ufer

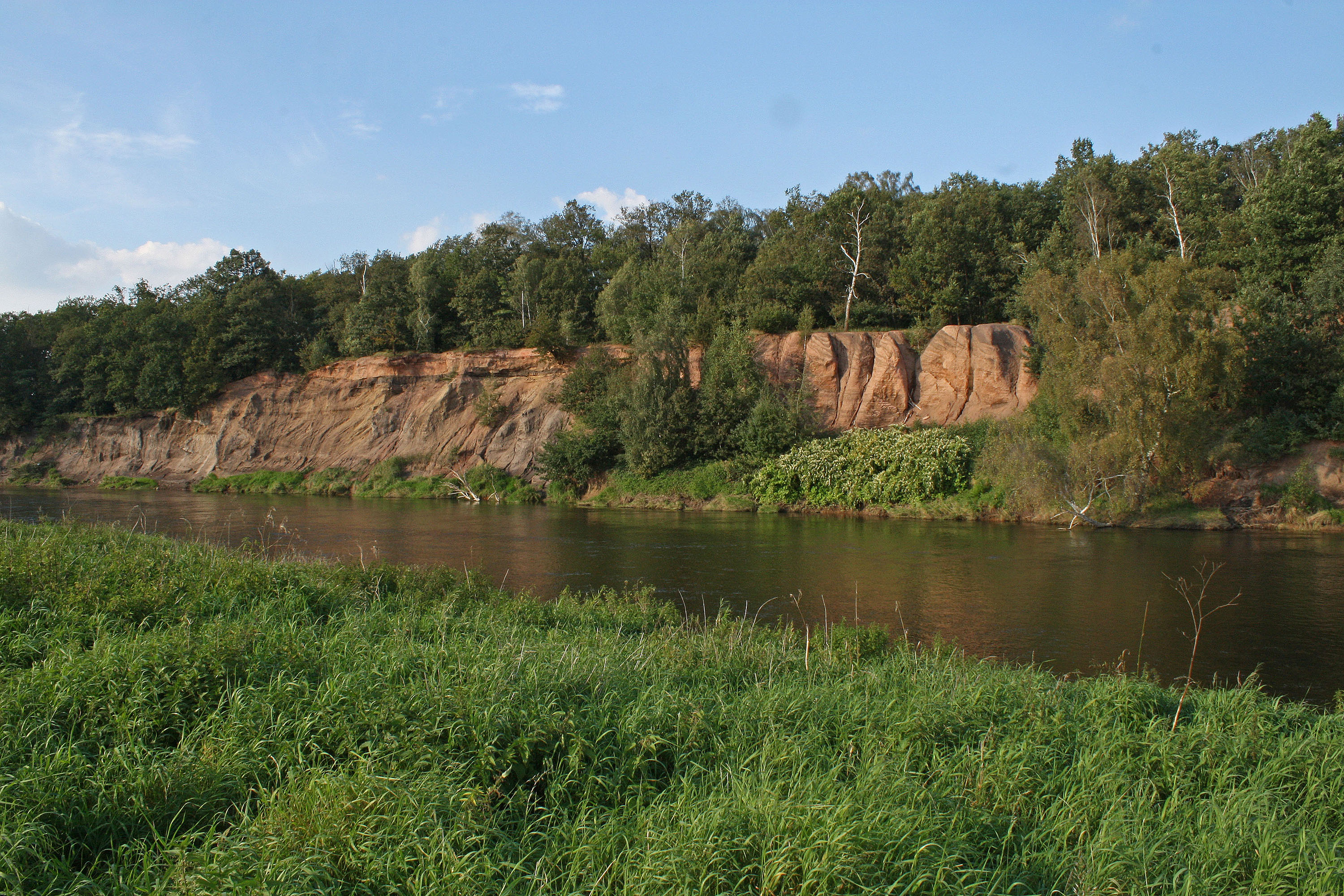
Rotes Ufer

Das Rote Ufer befindet sich südlich von Alaunwerk an der Mulde und ist eine übrig gebliebene Halde aus dem Abbau von Alaun zwischen 1557 und 1886. Das bis zu 15 m hohe Ufer entstand durch Aufschüttung von ausgelaugter und gerösteter Alaunerde. Durch den guten Ausblick vom Roten Ufer über die Mulde, der Muldenaue bis zum Nachbardorf Schnaditz, ist das Rote Ufer ein beliebtes Ausflugsziel für Wanderer und Radfahrer. Durch Umwelteinflüsse ist die Uferkante jedoch marode geworden und musste 2017 teilweise abgesperrt werden.
→ siehe auch: Rotes Ufer

### Straußenfarm

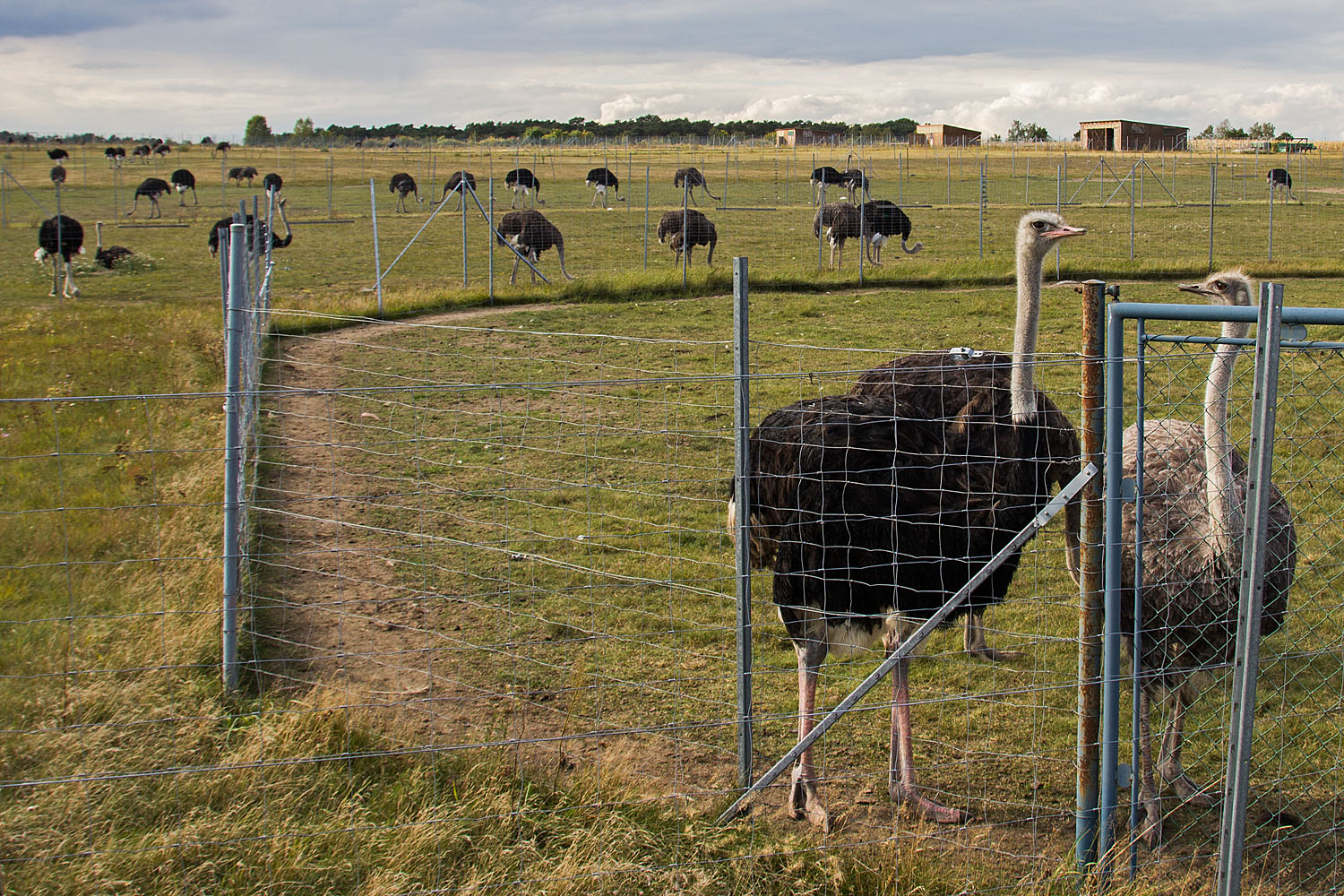
Straußenfarm

Seit 2007 züchtet ein ortsansässiger Betrieb Afrikanische Strauße. Die ca. 60.000 m² große Straußenfarm liegt ca. 1 km außerhalb, nordöstlich von Alaunwerk entfernt. Für Besucher besteht die Möglichkeit, neben dem Besuch des Hofladens auch an Führungen auf der Straußenfarm teilzunehmen.